# Two Sonnets of Shakespeare
Two Sonnets of Shakespeare (укр. Два сонети Шекспіра) — музичний твір Бена Джонстона, написаний 1978 року.
Твір було написано на замовлення Сучасного камерного ансамблю Університету Іллінойсу, де викладав Бен Джонстон. Спочатку це мав бути суто інструментальний твір для камерного оркестру, але вже після написання музики композитор вирішив, що їй бракує сольної партії, та додав вокальну партію, яка призначалася баритону Гордону Броку. Текст було запозичено з вірша «Evening Without Angels» (укр. Вечір без ангелів) Воллеса Стівенса. Вже після прем'єри твору Джонстон вирішив змінити текст, бо йому здалося, що текст було погано чутно. Щоб уникнути суттєвих змін у вже написаній музиці, він підібрав два сонети Шекспіра, які разом відповідали тривалості вірша Стівенса: «What potions have I drunk of Siren tears» (укр. Яким питвом з отруйних сліз сирени, сонет 119) та «Sweet love, renew thy force» (укр. Проснись, любове! Чи твоє жало, сонет 56).
Вперше з 1966 року Джонстон повернувся до композиторської техніки серіалізму, надихаючись творчістю Антона Веберна. Всі інструментальні партії є комбінаторними варіаціями звукоряду з 12 нот, згрупованих у два пентахорди та одну діаду — всього 48 різних варіацій. Сама серія з 12 нот була, як і більшість творів Джонстона починаючи з середини шістдесятих років, не рівномірно-темперованою, а мікроінтервальною. Композитор використовував «решітку», засновану на простих числах 2, 3 та 11, що дозволяла отримати такі інтервали, як чисті кварти та квінти, напівзбільшену кварту та нейтральну терцію, але не мала великих та малих терцій. Окрім цього, було створено ізоритмічний малюнок, який складався з 53 долей: шести тактів в розмірі 8/8 та одного в розмірі 5/8 — цей аспект творчості Джонстона був новим, адже до цього він надавав перевагу асиметричним ритмам.
Твір призначений для бас-баритона або контратенора, в супроводі ансамблю (флейта, гобой, кларнет, труба, туба, віолончель, контрабас). Вперше, зі старим текстом, його виконав Гордон Брок та ансамбль Сучасних камерних музикантів Університету Іллінойсу 21 червня 1978 року. Прем'єра оновленого твору під назвою Two Sonnets of Shakespeare відбулася в лютому 1979 року під час Національного з'їзду Американського товариства університетських композиторів, у виконанні співака Філіпа Ларсона та ансамблю Sonor Ensemble під керівництвом Бернарда Рендса. Ноти вийшли у видавництві Smith Publications.